# 苦役營勞工
苦役營勞工，在蘇聯的法律中，是一個嚴重的刑罰類別(這字和俄羅斯帝國時代的卡托加一樣)。
1943年4月22日第二次世界大戰期間，蘇維埃最高蘇維埃主席團的引入了法令О мерах наказания изменникам Родине и предателям и о введении для этих лиц, как меры наказания, каторжных работ".(關於叛國分子和叛睨分子的處罰類型”，“關於將卡托加勞工作為這類人的處罰類型”）。根據這一法令，在科米共和國沃爾庫塔和西伯利亞東北地區的古拉格設置專門的苦役營區，苦役營勞工的特點是工作日子和時數比一般犯人長，工作空間條件更差，休息更少，看管更嚴格。
苦役營勞工最初多是與納粹合作的蘇聯人，但其他類別的政治犯（例如，被驅逐出境的特殊流放犯和民族），也被判處當苦役營勞工。
在1943年最高蘇維埃主席團頒布法令，其中提到苦役營勞工一般處15至25年的徒刑。
根據1944年7月的數據，有5,200個苦役營勞工，在1947年，他們的數字超過60000人。